# (20574) Ochinero
(20574) Ochinero (1999 RZ139) – planetoida z pasa głównego asteroid okrążająca Słońce w ciągu 3,56 lat w średniej odległości 2,33 j.a. Odkryta 9 września 1999 roku.